# Sottodialetto di Ragusa

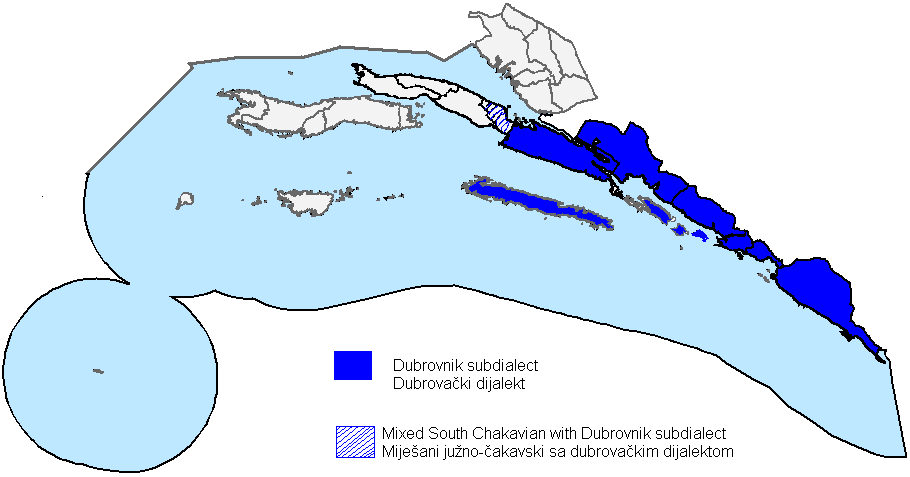
Continuo dialettale del sottodialetto

Il sottodialetto di Ragusa è lo Stocavo meno comune, parte della lingua croata. È diffuso lungo la costa di Ragusa (Croazia).
Questo dialetto è parlato esclusivamente nella storica Repubblica di Ragusa, intorno a Ragusa. A parte Dalibor Brozović, questo è un discorso, cioè. un sub-dialetto del dialetto meridionale croato e croato in generale. È distribuito da Iagnina in Dalmazia al confine croato con il Montenegro, vicino alle Bocche di Cattaro. È classificata come una giovane sorgente Iecavo di Stocavo (giovane, cioè di nuova formazione) nel suo continuum dialettale più meridionale con un tocco al giovane dialetto Ikavo. I ciacavo e ikavo sono abbastanza comuni in questo discorso.
Il discorso è stato influenzato dall'estinta lingua dalmatica, oltre che dal veneziano e dal tedesco. In questo senso, questo discorso è di particolare interesse per i dialettologi. Secondo Dalibor Brozović, questo sub-dialetto è meglio conservato a Ragusa Vecchia, non a Ragusa, che è un cocktail di discorsi.
Un dettaglio interessante è che questo sub-dialetto si trova nella norma linguistica della lingua serbo-croata, situazione che si riflette nell'Accordo letterario di Vienna. 